# Nemaconia
Nemaconia – rodzaj roślin z rodziny storczykowatych (Orchidaceae). Obejmuje 6 gatunków występujących w Ameryce Południowej i Środkowej w takich krajach jak: Belize, Boliwia, Brazylia, Kolumbia, Kostaryka, Ekwador, Salwador, Gwatemala, Honduras, Meksyk, Nikaragua, Panama, Peru, Wenezuela.

## Systematyka
Rodzaj sklasyfikowany do podplemienia Ponerinae w plemieniu Epidendreae, podrodzina epidendronowe (Epidendroideae), rodzina storczykowate (Orchidaceae), rząd szparagowce (Asparagales) w obrębie roślin jednoliściennych.
Wykaz gatunków
- Nemaconia dressleriana (Soto Arenas) Van den Berg, Salazar & Soto Arenas
- Nemaconia glomerata (Correll) Van den Berg, Salazar & Soto Arenas
- Nemaconia graminifolia Knowles & Westc.
- Nemaconia longipetala (Correll) Van den Berg, Salazar & Soto Arenas
- Nemaconia pellita (Rchb.f.) Van den Berg, Salazar & Soto Arenas
- Nemaconia striata (Lindl.) Van den Berg, Salazar & Soto Arenas